# Hans von Fersen
Hans von Fersen, född 2 mars 1683 i Reval, död 25 maj 1736 i Stockholm, var en svensk greve, politiker och militär, generallöjtnant 1720 och president i Svea hovrätt 1731. Han var son till Reinhold Johan von Fersen och Anna Sophia von Ungern-Sternberg.
Hans von Fersen blev volontär 1700, kapten 1705, major 1710 och överste 1712. Han försvarade 1719 med framgång Eda skans, och blev samma år generalmajor av kavalleriet och 1720 generallöjtnant. Fersen anslöt sig under frihetstiden först till holsteinska partiet och uppträdde 1727 mot hannoverska alliansen men närmade sig sedan kungen, som 1731 trots rådets invändningar gjorde honom till president i Svea hovrätt. Vid 1734 års riksdag uppträdde von Fersen som kungens språkrör mot Arvid Horn. Han yrkade på ett förbund med Frankrike och Turkiet och var en av Hattpartiets grundare.
Hans von Fersen var 1712-1721 överste (generalmajors grad från 1719) och chef för Upplands ståndsdragonregemente.
Hans von Fersen gifte sig 1715 med grevinnan Eleonora Margareta Wachtmeister af Mälsåker, som var dotter till kungliga rådet greve Axel Wachtmeister. Makarna von Fersen fick barnen Carl Reinhold von Fersen (1716–1786) och Axel von Fersen d.ä. (1719–1794).